# Артилерийска бригада на 42 дивизия
Артилерийската бригада на 42 дивизия е комунистическа партизанска единица във Вардарска Македония, участвала в така наречената Народоосвободителна войска на Македония.
Създадена е в Скопие на 18 февруари 1945 година заедно с артилерийската бригада на 48 дивизия. Двете бригади се състоят от по 4 дивизиона, които са придадени от половината от състава на първа македонска артилерийска бригада. По наредба на Главния щаб бригадата тръгва 23 февруари 1945 от Скопие за Враня към Сремският фронт. На 2 март 1945 е в Белград. По това време състава и наброява 1270 души, 200 коня и 35 волски каруци. В Белград бригадата е превъоръжена с руско оръжие и преминава бойна подготовка. Бойната техника на бригадата се състои от четири 122 mm гаубици, четири 76 mm оръдия, двадесет 45 mm противотанкови оръдия, осем 76 mm противотанкови оръдия ЗИС, дванадесет 120 mm минохвъргачки, петдесет 82 mm минохвъргачки. Бригадата губи трима души от състава си на Сремския фронт.

## Състав[3]
- Стево Златар – командир (от март 1945)
- Георги Сапунджиев – командир (16 февруари до март 1945)
- Петко Лакович – политически комисар (от март 1945)
- Бранко Богдански – политически комисар (до март 1945)
- Светослав Мирчев – началник-щаб (от март 1945)
- Стоян Хадживасилевски – началник-щаб (до март 1945)